# Новоаксубаевское сельское поселение
Новоаксубаевское се́льское поселе́ние — муниципальное образование в Аксубаевском районе Татарстана Российской Федерации.
Административный центр — село Новое Аксубаево.

## История
Статус и границы сельского поселения установлены Законом Республики Татарстан от 31 января 2005 года № 24-ЗРТ «Об установлении границ территорий и статусе муниципального образования "Аксубаевский муниципальный район" и муниципальных образований в его составе»

## Население
| 2010  | 2011  | 2012  | 2013  | 2014  | 2015  | 2016  |
| ----- | ----- | ----- | ----- | ----- | ----- | ----- |
| 1267  | ↘1262 | ↘1231 | ↘1213 | ↘1171 | ↘1134 | ↗1144 |
| 2017  | 2018  | 2019  | 2020  |       |       |       |
| ↘1127 | ↘1119 | ↘1086 | ↘1070 |       |       |       |

## Состав сельского поселения
| № | Населённый пункт | Тип населённого пункта       | Население |
| - | ---------------- | ---------------------------- | --------- |
| 1 | Азат             | деревня                      |           |
| 2 | Кисы             | деревня                      |           |
| 3 | Малое Аксубаево  | деревня                      |           |
| 4 | Новое Аксубаево  | село, административный центр |           |
| 5 | Федоровский      | посёлок                      |           |